# Tomaž Ambrož
Tomaž Ambrož, slovenski plesalec, pedagog, koreograf in podjetnik * 26.08.1948 † 19. oktober 2014, Ljubljana.
Julija 1987 je ustanovil plesno šolo Urška, bil je dekan Akademije za ples in avtor Maturantske parade.
Učil je družabne plese, rokenrol in break dance ter treniral športni ples.
Z Barbaro Nagode Ambrož je imel sina Miho, s Sabino Žabjek pa Toma (2011).
Konec avgusta 2015, manj kot leto dni od smrti se je njegovo in imetje preostalih štirih družbenikov v podjetju Urška d.o.o., Borisa Prokofjeva, Mimi Marčac Mirčeta, partnerice in dedinje Simone Žabjek in Tomaževega sina in dediča Toma Ambroža, zaradi stečaja oddalo in nato prodalo. Poleg prostorov plesne šole so se oddale in potem prodale tudi njegove blagovne znamke URŠKA, URŠKA – več kot plesna šola, MATURANTSKA PARADA, iDance in LAROK.